# Го Сі
Го Сі (*1023 — †1085) — найзначніший китайський художник часів династії Північна Сун.

## Життєпис
Народився у повіті Веньсянь, сучасна провінція Хенань. Про батьків немає відомостей. Спочатку навчався живопису у відомого на той час майстра Лі Чена. Згодом зумів перевершити останнього. Він переїздить до столиці Кайфен, де починає свою кар'єру за імператора Жень-цзуна. Його було зараховано до імператорської Академії живопису. Незабаром отримує призначення до департаменту каліграфії зі ступенем дайчжао. За наступного імператора Шень-цзуна Го Сі продовжував підійматися кар'єрними шаблями.
Го Сі розписував храми, зали та палацові ширми. Ці розписи були переходом між станковим і монументальним малярством: виконувалися на підрамнику, столі або поверхні ширми (тобто на «верстаті»), вони наближалися до монументального живопису по масштабу (панелі ширм перевищували зріст людини) і декоративно-прикладної функції. Збереглися відомості про розпис Го Сі у 1068 році центральної частини тристулкової ширми для палацу Сяодянь із зображенням композицій на тему імператорських діянь. На честь здачі його сином Го Сі іспиту на науковий ступінь Го Сі у 1080-х роках розписав стіни храму Конфуція чотирма монументальними за форматом і величними за задумом пейзажними композиціями. У 1078—1085 роках він для одного зі столичних святилищ створив 12 монументальних пейзажів заввишки близько 7 м.
Помер у 1085 році у Кайфені.

## Творчість
Ранні картини Го Сі дуже близькі до пейзажів його вчителя Лі Чена та інших найбільших майстрів Х ст. — Гуань Туна, Фань Куаня. Він широко використовував діагональну композицію, стилізував образи «кострубатих» дерев, але більш усвідомлено, ніж його попередники, вводить поєднання високої, середньої та близької перспективи, передає погляди з різних точок зору.
Вперше творча самобутність Го Сі чітко проявляється у картині «Рання весна», інша назва «Початок весни в горах». У ній простежується нове ставлення до простору і важливі композиційно-стилістичні новації. Композиція побудована на повторенні і поступовому наростанні форм каменів. Порожній простір, залишений праворуч і ліворуч, дозволяє художнику здійснити «прорив далечінь», щоб ще сильніше підкреслити потенційну динамічність статичних кам'яних форм. Го Сі сміливо зіставляє великі фрагменти зображення, забарвлені у світлі та темні тони, що, разом з напруженістю форм, створює очевидний драматичний ефект.
Свідченням подальших творчих пошуків Го Сі виступає сувій «Прояснення осіннього неба над камінням і долинами», інша назва - «Осінь в долині Жовтої ріки», визнаний найкращим твором цього художника. Простір у Го Сі не має чітко окреслених меж: форми ніби виникають з небуття і пропадають за наміченою тушшю лінією горизонту. Окремі добре прописані камені і дерева, видозмінюючись, наростаючи і збільшуючись у розмірах. Передній план, утворений окремими нагромадженнями брил, стовбурами сосен, заростями чагарнику, зображений у самого краю свитка, не передбачає якогось вільного простору. Середній план практично відсутній у центрі, тому що в нього активно «всовуються» наростальний гірські форми, але присутній у лівій частині, де йому відведено майже весь фон. В результаті простір середнього плану виявляється максимально розкритим вшир і вглиб, за законами зворотної перспективи. Динамічність ритмів підкреслюється мінливістю атмосферного середовища, в якій марево, що переходить в серпанок, раптово розсіюється над річкою.
Залишаючись панорамно-монументальним по суті, гірський ландшафт у творчості Го Сі знаходить не тільки видимість руху і мінливості, а й відчутне емоційне звучання.
Теоретичні розробки Го Сі викладені у трактаті «Про високий сенс лісів і потоків», складеному його сином Го Си, який систематизував принципи і методики пейзажного живопису Го Сі. 